# Alfons V van León
Alfons V van León bijgenaamd de Nobele (circa 994 - Viseu, 7 augustus 1028) was van 999 tot aan zijn dood koning van León. Hij behoorde tot het huis Asturië-León.

## Levensloop
Alfons V was de zoon van koning Bermudo II van León en diens echtgenote Elvira García, dochter van graaf García I Fernandez van Castilië. In 999 volgde hij zijn vader op als koning van León en Galicië. Wegens zijn minderjarigheid werd hij onder het regentschap geplaatst van zijn moeder en van graaf Menendo González van Portugal, die Alfons V opvoedde in Galicië. Na de dood van Menendo González in 1008 begon Alfons zelfstandig te regeren.
Net als veel van zijn voorgangers liet Alfons V zich keizer noemen om zo zijn verhouding tot de andere christelijke heersers van Spanje te verduidelijken. Hij begon het werk om zijn christelijk koninkrijk in het noordwesten van het Iberisch Schiereiland te reorganiseren na een grotendeels desastreuze periode van burgeroorlog en Arabische invasies.
Zijn naam en die van zijn echtgenote worden geassocieerd met de schenking van de eerste privileges aan de stad León in het jaar 1017. Terwijl hij de Moorse stad Viseu belegerde, sneuvelde Alfons V in augustus 1028 toen hij werd geraakt door een pijl. Hij werd naast zijn eerste echtgenote Elvira bijgezet in de kerk Sint-Jan de Doper en San-Palayo in León, de latere basiliek San-Isidoro.

## Huwelijk en nakomelingen
In 1013 huwde Alfons V met Elvira Menéndez (996-1022), de dochter van zijn mentor Menendo González. Ze kregen twee kinderen:
- Bermudo III (1017-1037), koning van León
- Sancha (1018-1067), huwde met koning Ferdinand I van León, tevens graaf van Castilië

Na de dood van Elvira in 1022 hertrouwde Alfons tussen mei en november 1023 met Urraca Garcés (overleden in 1031), dochter van koning García II van Navarra. Ze kregen een dochter:
- Jimena

## Voorouders
| Voorouders van Alfons V van León (994-1028) | Voorouders van Alfons V van León (994-1028)                | Voorouders van Alfons V van León (994-1028)                | Voorouders van Alfons V van León (994-1028)                | Voorouders van Alfons V van León (994-1028)                | Voorouders van Alfons V van León (994-1028)                | Voorouders van Alfons V van León (994-1028)                | Voorouders van Alfons V van León (994-1028)                | Voorouders van Alfons V van León (994-1028)                |
| ------------------------------------------- | ---------------------------------------------------------- | ---------------------------------------------------------- | ---------------------------------------------------------- | ---------------------------------------------------------- | ---------------------------------------------------------- | ---------------------------------------------------------- | ---------------------------------------------------------- | ---------------------------------------------------------- |
| Overgrootouders                             | Ramiro II van León (900-952) ∞ Adosina Gutiérrez (-)       | Ramiro II van León (900-952) ∞ Adosina Gutiérrez (-)       | ? (-995) ∞ ? (-)                                           | ? (-995) ∞ ? (-)                                           | Ferdinand González (910-970) ∞ Sancha van Navarra (-)      | Ferdinand González (910-970) ∞ Sancha van Navarra (-)      | Raymond II van Ribagorza (-970) ∞ Garsenda de Armañac (-)  | Raymond II van Ribagorza (-970) ∞ Garsenda de Armañac (-)  |
| Grootouders                                 | Ordoño III van León (926-956) ∞ ? (-)                      | Ordoño III van León (926-956) ∞ ? (-)                      | Ordoño III van León (926-956) ∞ ? (-)                      | Ordoño III van León (926-956) ∞ ? (-)                      | García I Fernandez (-995) ∞ Ava van Ribagorza (-)          | García I Fernandez (-995) ∞ Ava van Ribagorza (-)          | García I Fernandez (-995) ∞ Ava van Ribagorza (-)          | García I Fernandez (-995) ∞ Ava van Ribagorza (-)          |
| Ouders                                      | Bermudo II van León (953-999) ∞ 1003 Elvira García (-1017) | Bermudo II van León (953-999) ∞ 1003 Elvira García (-1017) | Bermudo II van León (953-999) ∞ 1003 Elvira García (-1017) | Bermudo II van León (953-999) ∞ 1003 Elvira García (-1017) | Bermudo II van León (953-999) ∞ 1003 Elvira García (-1017) | Bermudo II van León (953-999) ∞ 1003 Elvira García (-1017) | Bermudo II van León (953-999) ∞ 1003 Elvira García (-1017) | Bermudo II van León (953-999) ∞ 1003 Elvira García (-1017) |